# John E. Shaw

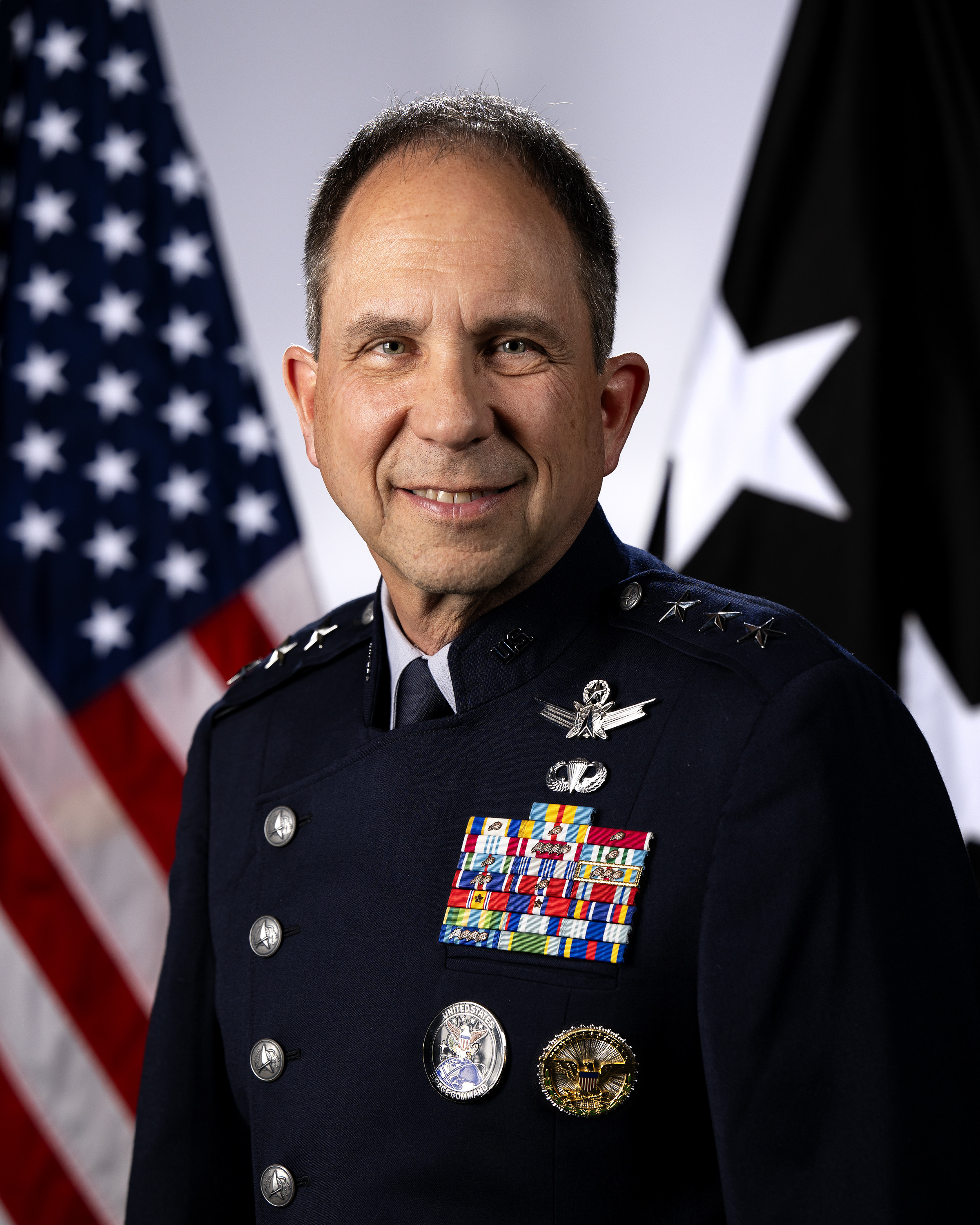
John E. Shaw (2023)

John Edwin Shaw (* 17. März 1968 in Norton, Bristol County, Massachusetts) ist ein pensionierter Generalleutnant der United States Space Force bzw. der United States Air Force. Er war unter anderem Kommandeur der 14. Luftflotte.
Im Jahr 1990 absolvierte er die United States Air Force Academy in Colorado Springs. Nach seiner Graduation wurde er als Leutnant in das Offizierskorps der Air Force aufgenommen. In der Folge durchlief er alle Offiziersgrade vom Leutnant bis zum Drei-Sterne-General.
Im Lauf seiner militärischen Karriere absolvierte er verschiedene Kurse und Schulungen. Dazu gehörten unter anderem die Squadron Officer School auf der Maxwell Air Force Base in Alabama; das Air Command and Staff College, ebenfalls auf der Maxwell AFB, und das National War College in Fort Lesley J. McNair in Washington, D.C. Außerdem erhielt er akademische Grade von der University of Washington, der George Washington University und der Harvard Kennedy School.
In seinen frühen Jahren als Offizier der Luftwaffe war er an verschiedenen Stützpunkten stationiert. Dabei war er als Verwaltungs- bzw. Stabsoffizier bei unterschiedlichen Einheiten tätig. Dazwischen absolvierte er die erwähnten Schulungen. Als Stabsoffizier war er unter anderem im Hauptquartier der Air Force tätig. Zwischen Juni 1998 bis Dezember 1999 und nochmals von Januar 2000 bis zum März 2001 war er auf der Ramstein Air Base in Deutschland stationiert. Bei seiner ersten Stationierung gehörte er dort dem Stab der 32nd Air Operations Group an. In dieser Zeit war er zwischen April und Juni 1999 in Neapel im Stab des dortigen Hauptquartier der NATO eingesetzt, wo er als Chief, Special Technical Operations die Operation Allied Force im Rahmen des Kosovokriegs unterstützte. Bei seinem zweiten Aufenthalt auf der Ramstein AB war er Stabsoffizier bei der United States Air Forces in Europe.
Nach zwischenzeitlich anderen Tätigkeiten in den Vereinigten Staaten kommandierte John Shaw zwischen Juni 2005 und Juni 2007 die 4. Raumschwadron (4th Space Operations Squadron) die auf der Schriever Space Force Base in Kalifornien angesiedelt war. Nach seinem anschließenden Studium am National War College, das bis Juni 2008 andauerte, wurde Shaw auf die Offutt Air Force Base in Nebraska versetzt. Bis zum Juni 2010 gehörte er dort als Director der Commander's Action Group dem Stab des United States Strategic Commands an.
Es folgte eine Rückkehr zur Schriever SFB in Kalifornien. Dort kommandierte John Shaw zwischen Juli 2010 und Juli 2012 die 50th Operations Group. Anschließend gehörte er bis zum Juli 2013 als Senior Policy Advisor dem erweiterten Stab des Verteidigungsministeriums an. Als Nächstes wurde er auf die Peterson Air Force Base in Colorado versetzt. Zwischen Juli 2013 und Juni 2015 kommandierte er dort das 21. Raumgeschwader (21st Space Wing). Anschließend kehrte er zur Offutt AFB in Nebraska zurück, wo er als Deputy Director, Global Operations erneut dem Stab des United States Strategic Commands angehörte.
Shaws nächste Mission führte ihn erneut zur Peterson AFB in Colorado. Zwischen Juni 2017 und August 2018 leitete er dort die Stabsabteilung für strategische Planungen, Programme, Bedarf und Analysen beim Hauptquartier des Air Force Space Commands (Director of Strategic Plans, Programs, Requirements and Analysis, Headquarters Air Force Space Command). Danach war er bis zum November 2019 stellvertretender Kommandeur dieses Kommandos. Es folgte eine Versetzung zur Vandenberg Space Force Base in Kalifornien. Dort wurde er letzter Kommandeur der 14. Luftflotte. Dieses Amt bekleidete er zwischen dem 20. November und dem 20. Dezember 2019. Anschließend wurde diese Luftflotte deaktiviert. Gleichzeitig war er Kommandeur des Combined Force Space Component Commands und des Space Operations Commands. Diese Ämter bekleidete er bis zum Oktober 2020. Danach wurde er stellvertretender Kommandeur des United States Space Commands. Diesen Posten hatte er bis zu seiner Pensionierung im Jahr 2023 inne.
Im April 2024 wurde John Shaw Mitglied im Vorstand der Firma Stoke Space Technologies Inc.
Shaw veröffentlichte zahlreiche Publikationen zu Themen seines Tätigkeitsbereichs in der Air Force und dem Space Command.

## Daten der Beförderungen
| Abzeichen | Rang               | Jahr              |
| --------- | ------------------ | ----------------- |
|           | Second Lieutenant  | 30. Mai 1990      |
|           | First Lieutenant   | 30. Mai 1992      |
|           | Captain            | 30. Mai 1994      |
|           | Major              | 1. Mai 2001       |
|           | Lieutenant Colonel | 1. Mai 2005       |
|           | Colonel            | 1. Oktober 2008   |
|           | Brigadier General  | 5. Juni 2015      |
|           | Major General      | 17. August 2018   |
|           | Lieutenant General | 23. November 2020 |

## Orden und Auszeichnungen
John Shaw erhielt im Lauf seiner militärischen Laufbahn unter anderem folgende Auszeichnungen:
- Defense Distinguished Service Medal
- Air Force Distinguished Service Medal
- Defense Superior Service Medal
- Legion of Merit
- Defense Meritorious Service Medal
- Meritorious Service Medal
- Joint Service Commendation Medal
- Joint Service Achievement Medal
- Air Force Achievement Medal
- Joint Meritorious Unit Award
- Air Force Outstanding Unit Award
- Air Force Organizational Excellence Award
- Combat Readiness Medal
- National Defense Service Medal
- Kosovo Campaign Medal
- Global War on Terrorism Service Medal
- Armed Forces Service Medal
- Air and Space Campaign Medal
- Air Force Longevity Service Award